# آرتور رابیسون
آرتور رابیسون (آلمانی: Arthur Robison; ۲۵ ژوئن ۱۸۸۳ – ۲۰ اکتبر ۱۹۳۵) کارگردان فیلم و فیلم‌نامه‌نویس سینمای صامت اهل آلمان بود.